# Nueva Argentina
Nueva Argentina är en ort i Mexiko.   Den ligger i kommunen Siltepec och delstaten Chiapas, i den sydöstra delen av landet, 800 km sydost om huvudstaden Mexico City. Nueva Argentina ligger 1 660 meter över havet och antalet invånare är 340.
Terrängen runt Nueva Argentina är bergig västerut, men österut är den kuperad. Runt Nueva Argentina är det ganska tätbefolkat, med 78 invånare per kvadratkilometer. Närmaste större samhälle är Toquián Grande, 18,0 km öster om Nueva Argentina. I omgivningarna runt Nueva Argentina växer i huvudsak städsegrön lövskog.